# FC Oliveira do Hospital
El FC Oliveira do Hospital es un equipo de fútbol de Portugal que milita en el Campeonato de Portugal, la cuarta liga de fútbol más importante del país.

## Historia
Fue fundado en el año 1938 en la ciudad de Oliveira do Hospital, en el distrito de Coímbra como un club de fútbol y más tarde de fútbol sala, aunque en ambas secciones no ha pasado de ser un club aficionado, obteniendo sus logros más importantes a nivel regional en Coímbra.
Han estado en el tercer nivel en más de 10 ocasiones, pero ni tan siquiera han estado en la Liga de Honra.

## Palmarés
- Liga Regional de Coimbra: 3

2010/11, 2013/14, 2017/18

## Presidentes Destacados
- Rui Monteiro
- Paulo Figueira